# Sunset Boulevard (musical)
Sunset Boulevard é um musical com o libreto e a letras de Don Black e Christopher Hampton e música de Andrew Lloyd Webber. Com base no filme de Billy Wilder de mesmo título (1950), o enredo gira em torno de Norma Desmond, uma estrela da era do cinema mudo, vivendo no passado, em sua decadente mansão na fabulosa rua de Los Angeles. Quando o jovem roteirista Joe Gillis acidentalmente cruza seu caminho, ela vê nele uma oportunidade de realizar seu retorno para a tela grande. Segue-se romance e tragédia.
Abriu primeiro em Londres em 1993, e desde então teve várias produções internacionais e também extensas turnês, apesar de que o show, que tem sido objecto de diversas batalhas judiciais, perdeu dinheiro por causa de seu extraordinário custo de produção.

## Antecedentes
Aproximadamente, de 1952 a 1956, Gloria Swanson trabalhou com o ator Richard Stapley (aka Richard Wyler) e o cantor/pianista de cabaré, Dickson Hughes, em uma adaptação musical originalmente intitulada Norma Desmond, e em seguida, Boulevard!. Ele terminava com um final feliz diferente do filme, com a Norma, permitindo Joe, sair e buscar um final feliz com Betty. A Paramount originalmente tinha dado Swanson verbal permissão para prosseguir com o musical, mas não houve formal disposição legal. Em 20 de fevereiro de 1957, o executivo da Paramount, Russell Holman, escreveu a Swanson uma carta em que ele lhe pediu para cessar o trabalho no projeto, pois "seria prejudicial para a obra ser oferecida para um entretenimento público, de qualquer forma, como um musical." Em 1994, Hughes incorporou o material de produção de Swanson, com base na suas experiências e de Stapley na escrita de Boulevard!. Uma gravação de toda a trilha sonora, que tinha sido alojado nos arquivos de Gloria Swanson na Universidade do Texas, foi lançada em CD, em 2008.
No início dos anos 1960, Stephen Sondheim esboçou uma adaptação para o teatro musical e foi tão longe como para compor a primeira cena com olibretista Burt Shevelove. Um encontro casual com Billy Wilder em um coquetel deu Sondheim a oportunidade de apresentar e pedir ao co-roteirista e diretor do filme sua opinião sobre o projeto (que seria estrelado por Jeanette MacDonald). "Você não pode escrever um musical sobre Sunset Boulevard", Wilder respondeu: "ele tem que ser uma ópera. Afinal de contas, trata-se de uma rainha destronada." Sondheim imediatamente abortou seus planos. Alguns anos mais tarde, quando ele foi convidado por Hal Prince para escrever a música do remake estrelado por Angela Lansbury como uma comediante de musical desaparecendo em vez de uma estrela do cinema mudo, Sondheim recusou, citando sua conversa com Wilder.
Quando Lloyd Webber viu o filme no início da década de 1970, ele se inspirou para escrever o que ele imaginou como a canção título para uma adaptação teatral, fragmentos que foram incorporados em Gumshoe. Em 1976, depois de uma conversa com Hal Prince, que tinha os direitos teatrais para Sunset, Lloyd Webber escreveu "uma ideia para o momento em que Norma Desmond retorna à Paramount Studios"; Lloyd Webber fez nenhum trabalho adicional no musical, apenas depois de Aspects of Love (1989).
Neste ponto, Lloyd Webber "senti que era obrigação [sua] para compor pro projeto", embora em fevereiro de 1990, ele havia anunciado planos para transformar a sua empresa, Really Useful Group, para que ele pudesse "fazer filmes em vez de musicais". Houve rumores de que Tim Rice foi, em determinado momento, colaborando com o musical. Uma versão inicial do With One Look, e depois intitulada Just One Glance, foi realizada por Elaine Paige no casamento de Lloyd Webber de 1991.
Em 1991, Lloyd Webber perguntou a Amy Powers, um advogado de Nova York sem experiência profissional em escrita lírica, para escrever as letras para Sunset Boulevard. Don Black foi posteriormente trazido para trabalhar com Powers; Os dois escreveram a versão que foi realizada em 1991, no Sydmonton Festival de Lloyd Webber. Esta versão original estrelou Ria Jones como Norma. Mas não foi um sucesso. Uma versão revista, escrita por Black e Christopher Hampton, teve uma performance completa no Sydmonton Festival de 1992, agora com Patti LuPone interpretando Norma, e "foi recebida com grande sucesso". Lloyd Webber reutilizou várias das músicas de seu Cricket de 1986, mini-musical, escrito com Tim Rice, que havia sido realizado no Castelo de Windsor e mais tarde no Festival Sydmonton.

## Produção Brasileira
Com temporada de 22 de março de 2019 a 07 de julho de 2019 no Teatro Santander, em São Paulo, a produção brasileira teve as atrizes Marisa Orth e Andrezza Massei (alternante), no papel de Norma Desmond. No elenco principal, juntou-se os atores Daniel Boaventura como o mordomo Max von Mayerling e Julio Assad como Joe Gillis.
A versão brasileira foi de Mariana Elisabetsky e Victor Mühlethaler, com direção artística de Fred Hanson, direção musical de Carlos Bauzys, coreografias de Kátia Barros, cenografia de Matt Kinley, figurinos de Fause Haten, design de luz de Cory Pattak e design de som de Tocko Michelazzo. A produção contava com palco giratório e uma orquestra com 16 músicos em cena.
A produção brasileira do musical foi vencedora nas categorias “Melhor Cenário”, “Melhor Figurino”, “Melhor Desenho de Luz” e “Melhor Visagismo” na 7ª edição do Prêmio Bibi Ferreira (2019).

## Números musicais
| Ato I 1. "Overture" / "I Guess It Was 5 am" – Joe 2. "Let's Have Lunch" – Joe, Artie, Sheldrake, Betty e elenco de fundo 3. "Every Movie's A Circus" † – Betty, Joe 4. "Car Chase" – orquestra 5. "At the House on Sunset" – Joe 6. "Surrender" – Norma 7. "With One Look" – Norma 8. "Salome" – Norma, Joe 9. "Greatest Star of All" – Max 10. "Every Movie's a Circus (Reprise)" ∞ † – Artie, Joe, Betty, Barman e elenco de fundo 11. "Girl Meets Boy" – Joe, Betty 12. "Back at the House" on Sunset – Joe, Max 13. "New Ways to Dream" – Norma, Joe 14. "Completion of the Script" – Norma, Joe 15. "The Lady's Paying" – Norma, Manfred, Joe e elenco de fundo 16. "New Year's Eve" – Joe, Max 17. "The Perfect Year" – Norma, Joe 18. "This Time Next Year" – Elenco de fundo, Artie, Betty, Joe, Cecil B. DeMile 19. New Year's Eve (Back at the House on Sunset) – Joe, Norma | Act II 1. "Entr'acte" – orquestra 2. "Sunset Boulevard" – Joe 3. "There's Been a Call (Perfect year [Reprise])" – Norma 4. "Journey to Paramount" – Joe, Norma 5. "As If We Never Said Goodbye" – Norma 6. "Paramount Conversations" – Betty, Joe, Norma, Cecil B. DeMile, Sheldrake, Max 7. "Surrender (Reprise)" – Cecil B. DeMile 8. "Girl Meets Boy (Reprise)" – Joe, Betty 9. "Eternal Youth Is Worth a Little Suffering" – Norma, Astrológo, Estetiscita. 10. "Who's Betty Schaefer?" – Norma, Joe 11. "Betty's Office at Paramount" – Joe, Betty 12. "Too Much in Love to Care" – Betty, Joe 13. "New Ways to Dream (Reprise)" – Max 14. "The Phone Call" – Norma 15. "The Final Scene" – Joe, Betty, Norma, Max |

† Não está incluindo na produção original de Londres ou na gravação original.
∞ Originalmente o reprise de "Let's Have Lunch".

## Proposta de adaptação para o cinema
A Paramount Pictures e a Relevante Picture Company anunciou em 2005 que eles estavam desenvolvendo uma adaptação cinematográfica do musical. Em 2007, The Telegraph relatou que atrizes sendo consideradas para o papel de Norma Desmond incluiu Close, Paige, Meryl Streep, Liza Minnelli e Barbra Streisand. Em uma entrevista de 2008, Andrew Lloyd Webberdisse que não há planos para uma adaptação para o cinema a serem feitas no futuro próximo, mas ele continua a ter esperança que será feita em algum momento. Em 2011, Lloyd Webber indicou que gostaria de Madonna para estrelar o filme, embora ela não estava cotada para o papel. Em dezembro de 2011, Andrew Lloyd Webber disse ao Daily Mail que ele estava pensando em filmar uma produção de palco para o cinema e lançar em DVD com Glenn Close como Norma Desmond, mas observou que os custos inerentes à formação da produção poderia dificultar a viabilidade do projecto.
Em uma entrevista com Elaine Paige durante a BBC Radio 2 em outubro de 2013, Lloyd Webber foi perguntado "O que está acontecendo com o filme?", e ele respondeu:

Eu adoraria um filme a ser feito de Sunset, é claro, mas, infelizmente, os direitos de propriedade são da Paramount que possuem o filme original e, até o momento, conversações com eles nunca levou a nada. E é triste para mim porque eu acho que, em muitos aspectos Sunset é, penso eu, o musical mais completa que escrevi, eu quero dizer no sentido de que o libreto, a música e tudo se encaixam e eu acho que de uma forma que talvez até mesmo nos outros [musicais], não ocorreu. De qualquer forma, esta é a minha tristeza no momento e talvez, um dia, a coisa toda vai ser intermediada. Eu estou fazendo algo com a Paramount, eu estou produzindo School of Rock para o palco, e é um filme da Paramount, talvez depois disso, se eles gostarem do que eu faço com que eles vão me deixar fazer Sunset.

## Prêmios e nomeações

### Produção original de Londres
| Ano  | Prêmio                 | Categoria               | Nomeação            | Resultado |
| ---- | ---------------------- | ----------------------- | ------------------- | --------- |
| 1994 | Laurence Olivier Award | Melhor Novo Musical     | Melhor Novo Musical | Indicado  |
| 1994 | Laurence Olivier Award | Melhor Atriz em Musical | Patti LuPone        | Indicado  |
| 1995 | Laurence Olivier Award | Melhor Atriz em Musical | Betty Buckley       | Indicado  |
| 1996 | Laurence Olivier Award | Melhor Atriz em Musical | Elaine Paige        | Indicado  |

### Original produção da Broadway
| Ano  | Prêmio           | Categoria                                            | Nomeação                                             | Resultado |
| ---- | ---------------- | ---------------------------------------------------- | ---------------------------------------------------- | --------- |
| 1995 | Tony Award       | Melhor Musical                                       | Melhor Musical                                       | Venceu    |
| 1995 | Tony Award       | Melhor Música Original                               | Andrew Lloyd Webber, Don Black e Christopher Hampton | Venceu    |
| 1995 | Tony Award       | Melhor Libreto de Musical                            | Don Black e Christopher Hampton                      | Venceu    |
| 1995 | Tony Award       | Melhor Performance de um Ator Principal em Musical   | Alan Campbell                                        | Indicado  |
| 1995 | Tony Award       | Melhor Performance de uma Atriz Principal em Musical | Glenn Close                                          | Venceu    |
| 1995 | Tony Award       | Melhor Performance de um Ator Coadjuvante em Musical | George Hearn                                         | Venceu    |
| 1995 | Tony Award       | Melhor Direção de um Musical                         | Trevor Nunn                                          | Indicado  |
| 1995 | Tony Award       | Melhor Coreografia                                   | Bob Avian                                            | Indicado  |
| 1995 | Tony Award       | Melhor Design Cênico                                 | John Napier                                          | Venceu    |
| 1995 | Tony Award       | Melhor Figurino                                      | Anthony Powell                                       | Indicado  |
| 1995 | Tony Award       | Melhor Design de Iluminação                          | Andrew Bridge                                        | Venceu    |
| 1995 | Drama Desk Award | Melhor Atriz em Musical                              | Glenn Close                                          | Venceu    |

### Revival de Londres de 2008
| Ano  | Prêmio                 | Categoria                          | Nomeação      | Resultado |
| ---- | ---------------------- | ---------------------------------- | ------------- | --------- |
| 2009 | Laurence Olivier Award | Melhor Atriz em Musical            | Kathryn Evans | Indicado  |
| 2009 | Laurence Olivier Award | Melhor Ator Coadjuvante em Musical | Dave Willetts | Indicado  |